# Palazzo della Cassa di Risparmio di Firenze
Il Palazzo della Cassa di Risparmio di Firenze si trova a Firenze in via Santa Caterina d'Alessandria 14 ed era stato costruito come sede locale del Giornale del Mattino.

## Storia
Nel 1952 venne concessa la licenza edilizia per la trasformazione dell'immobile dall'originaria destinazione residenziale in stabilimento tipografico. Pochi mesi più tardi, nell'aprile 1953, i lavori risultavano ultimati. Gli architetti coinvolti furono Enzo e Giorgio Giuseppe Gori.
Nel 1972 l'edificio passò nuovamente di proprietà dalla società immobiliare "Le Ruote" - che aveva realizzato la prima ristrutturazione - alla Cassa di Risparmio di Firenze. I relativi lavori di riorganizzazione in uffici bancari vennero avviati nell'anno successivo e riguardarono essenzialmente i saloni al piano terreno, adibiti alle attività aperte al pubblico, mentre invariata restò la distribuzione dei piani superiori (la centrale elettronica occupa il grande ambiente del secondo piano presumibilmente già destinato a locale tecnico).

## Architettura
Le coperture a volta, visibili nel salone della banca, al piano terra, denunciano che già in origine una porzione preesistente viene inglobata nel nuovo edificio, dietro la nuova facciata "moderna". Di tale passaggio progettuale non si hanno, però, riscontri grafici né documentari. Il progetto dell'edificio originario, del 1952, risulta infatti disperso presso l'archivio G. Gori, giacente presso la biblioteca del Dipartimento di progettazione della Facoltà di architettura di Firenze.

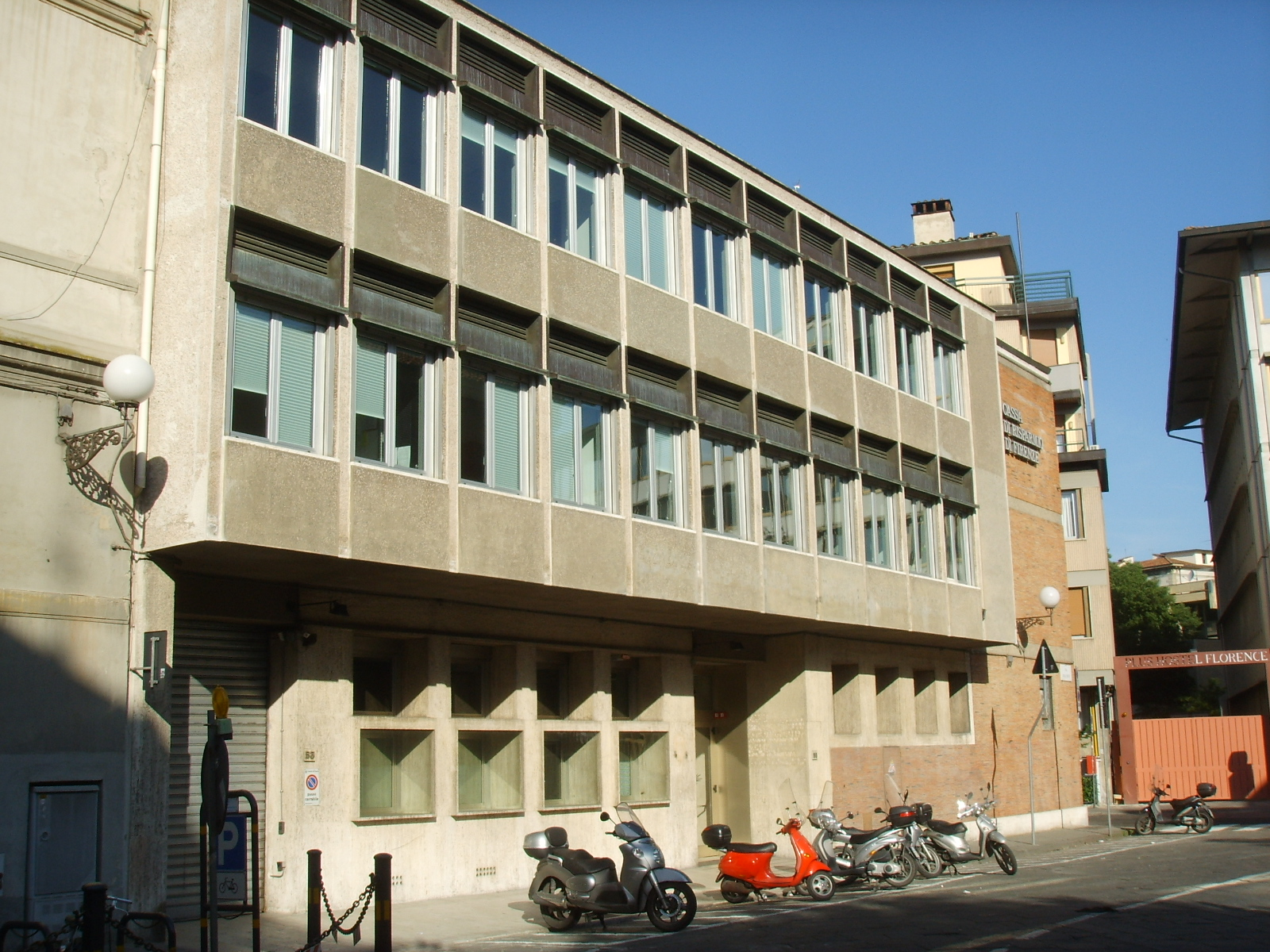
Il prospetto su via delle Ruote

Gli unici elaborati comprendono solo lo stato dei luoghi (rilievo) e il relativo progetto di trasformazione a uso uffici (cfr. "Il Mattino dell'Italia Centrale" del 12 aprile 1953).
L'epoca di costruzione e la cultura progettuale entro la quale nasce l'edificio ne consentono una caratterizzazione in senso "individualista", come oggetto in sé concluso, del resto del tutto giustificata dal contesto, prevalentemente di recente edificazione. Nel paramento murario della chiesa che quasi lo fronteggia, risalente alla metà dell'Ottocento, sembra potersi rinvenire qualche spunto per il trattamento di facciata che presenta un'analogia di materiali e del loro uso differenziato.
L'edificio occupa un lotto d'angolo in una zona che, nei primi anni '50, si andava definendo nella sua vocazione terziaria. L'uso come uffici bancari è parzialmente diversificato, in uffici per società consociate della banca proprietaria dell'immobile - ai due piani superiori - e in locali per i servizi bancari al pubblico, al piano terra. Al piano interrato, una piccola superficie è destinata a parcheggio, la restante a locali di deposito.
L'impianto planimetrico si compone di due parti. Una prima, prospiciente il lato su via delle Ruote, si svolge intorno all'ampia scala principale, caratterizzata da una struttura a due rampe divergenti che, staccandosi progressivamente dalle pareti laterali, conferisce un certo respiro a tutto lo spazio circostante. Sembra inoltre essere stata soggetta a interventi di sola sostituzione dei materiali di finitura.
Il corpo di fabbrica lungo la via Santa Caterina d'Alessandria si innesta, invece, sulla parte che dovrebbe essere preesistente, almeno a giudicare dalle strutture murarie.
L'involucro esterno è definito da un linguaggio sobriamente razionalista. Esso forma un nucleo compatto costituito dal volume in mattoni, articolato dalla fascia basamentale e dalle logge scavate nell'angolo, che corre sul prospetto principale e su cui aggetta il corpo laterale, scandito dalle aperture seriali degli uffici disposti su via delle Ruote.
Posteriori al primo progetto sono le due aperture prossime all'angolo, al piano terreno, nonché la modifica di tutti i materiali di finitura: i lavori di rifacimento degli interni, non più visibili nella loro immagine iniziale, sono frequenti e tuttora in corso.